# کانون سردفتران و دفتریاران

کانون سردفتران و دفتریاران

کانون سردفتران و دفتریاران نهادی مدنی و مردم نهاد در ایران است. و یک تشکل صنفی متعلق به سردفتران و دفتریاران اسناد رسمی در کشور ایران می‌باشد.

## تاریخچه
با پیدایش مشروطه و آشنایی خواص با قوانین کشورهای اروپایی، موضوع تدوین قوانین حقوقی در دستور کار قرار گرفت. متعاقب نوشتن قوانین تنظیم‌کننده ضوابط اجتماعی، قوانین مربوط به نهادهای مدنی وابسته به امور حقوقی نوشته شد. به بیان دیگر وجود NGO (سازمان‌های مردم نهاد)های مدنی حقوقی ضروری تشخیص داده شده و تأسیس این نهادها آغاز گردید. پس از تصویب قانون وکالت و تأسیس کانون وکلا، اولین قانون دفاتر اسناد رسمی در سال ۱۳۱۶ تصویب شد که در ماده ۲۸ آن تأسیس کانون سردفتران پیش‌بینی شده بود.

## تشکیلات کانون
کانون سردفتران دارای رئیس، نایب رئیس، دبیر، خزانه دار و اعضای اصلی و علی‌البدل می‌باشد.

### هیئت مدیره
کانون سردفتران و دفتریاران دارای هیئت مدیره می‌باشد. اعضای هیئت مدیره نمایندگی کل سردفتران ایران را بر عهده دارند و قانوناً با رأی سردفتران و دفتریاران در تهران انتخاب می‌شوند. ولی برخی از شواهد و مواد قانونی نیز حاکی از دخالت سازمان ثبت در انتصاب اعضای هیئت مدیره کانون می‌باشد.
کانون سردفتران به وسیلهٔ هیئت مدیرهٔ مرکب از هفت عضو اصلی «پنج سردفتر و دو دفتریار اول» و سه عضو علی‌البدل «دو سردفتر و یک دفتریار» اداره می‌شود. دوره تصدی اعضاء هیئت مدیره سه سال بوده و انتخاب مجدد آن‌ها بلامانع است.
- هیئت مدیره کانون سردفتران از آغاز تا کنون:
- انتصابی:
  1. دوره ۱۳۱۷/۱۱/۲۲، رئیس: وزیر دادگستری وقت، نایب رئیس: عبدالحسین نجم‌آبادی
  2. دوره‌های دوم، سوم و چهارم، رئیس: وزیر دادگستری وقت، نایب رئیس: جعفر افجه
  3. دوره پنجم الی دوازدهم: رئیس، وزیر دادگستری وقت، نایب رئیس: ابوالحسن شریف العلماء خراسانی
  4. دوره سیزدهم و چهاردهم، رئیس: وزیر دادگستری وقت، نایب رئیس: جمال الدین جمالی
  5. دوره پانزدهم، رئیس: وزیر دادگستری وقت، نایب رئیس: ریحان الله قاضی زاهدی، سید جواد کشفیا
  6. دوره شانزدهم الی هجدهم، رئیس: وزیر دادگستری وقت، نایب رئیس: جمال الدین جمالی
  7. دوره نوزدهم، رئیس: احمد مهدوی دامغانی، نایب رئیس: محمد علومی
  8. دوره بیستم: به جهت پیروزی انقلاب برگزار نشد و هیئت مدیره قبلی تا تاریخ ۱۳۵۸/۸/۱۶ ادامه یافت.
  9. دوره بیست و یکم سال ۱۳۵۸ تا ۱۳۷۸، رئیس: حبیب‌الله نیکوعزم
  10. دوره بیست و دوم، سال ۱۳۷۸ تا ۱۳۸۰، رئیس: محمد شیخ الرئیس
- انتخابی:
  1. ۱۳۸۰/۱۰/۱۱، رئیس: محمد شیخ الرئیس (تا مرداد ۱۳۸۱)، هادی معزالدینی (از مرداد ۸۱)، نایب رئیس: احمدعلی سیروس
  2. ۱۳۸۴/۹/۲۸، رئیس: هادی معزالدینی، محمدرضا دشتی اردکانی، نایب رئیس: محمدرضا دشتی اردکانی، مسلم آقاصفری
  3. سومین دوره، رئیس: محمدرضا دشتی اردکانی، نایب رئیس: مسلم آقاصفری
  4. ۱۳۹۱/۱۱/۲۷، رئیس: محمدرضا دشتی اردکانی، نایب رئیس: احمدعلی سیروس، محمد عظیمیان
  5. ۱۳۹۵/۲/۱۰، رئیس: محمدرضا دشتی اردکانی، نایب رئیس: محمد عظیمیان

## وظایف و مسئولیتها
وظایف کانون به شرح زیر است:
1. فراهم کردن موجبات پیشرفت علمی و عملی سردفتران و دفتریاران
2. ایجاد وحدت رویه در جهت اجرای مقررات و نظامات در دفاتر اسناد رسمی با تأیید سازمان ثبت اسناد و املاک کشور
3. اداره امور مالی کانون از قبیل تنظیم بودجه- وصول درآمدها- پرداخت مخاج- تهیه طراز نامه
4. کمک به اشخاص بیبضاعت از طریق راهنمایی آنان به دفاتر اسناد رسمی به منظور تنظیم و ثبت اسناد آن‌ها بدون دریافت حق تحریر
5. انجام دادن امور مربوط به بیمه بازنشستگی و صندوق تعاون سردفتران و دفتریاران موضوع مواد ۵۶ و ۵۷ و ۶۸ قانون دفاتر.

کانون سردفتران تهران مکلف است کلیه سردفتران و دفتریاران را از محلی وجوه موضوع ماده ۵۵ این قانون برابر آئین‌نامه مصوب را بیمه کند
1. همکاری با سازمان ثبت اسناد و املاک کشور دربازرسی و نظارت در امور دفاتر اسناد رسمی و ازدواج و طلاق در هر مورد که کانون از تخلف یا سوء شهرت سردفتر یا دفتر یاری اطلاع حاصل کند باید پس از رسیدگی مقدماتی مراتب را به سازمان ثبت اسناد و املاک کشور گزارش دهد.
2. تنظیم و تصویب آئین‌نامه استخدامی کارکنان دفاتر اسناد رسمی
3. رسیدگی به اختلافات ناشی از روابط شغلی میان سردفتر و دفتریار و اعلام نظر قطعی کانون به سازمان ثبت اسناد واملاک کشور جهت اتخاذ تصمیم لازم.

## درآمدها و منابع مالی
۱۰ درصد از درآمد هر دفترخانه طبق قانون می‌بایست ماهانه توسط سردفتر به حساب کانون واریز گردد طبق ماده ۵۴ قانون دفاتر اسنادرسمی

## آموزش سردفتران و دفتریاران
این کانون دارای یک مرکز آموزش علمی کاربردی می‌باشد که شامل رشته های ذیل می‌باشد:
کاردانی حرفه‌ای :
1. حسابداری - حسابداری دولتی
2. حقوق- حقوق ثبتی
3. حقوق – خدمات قضایی
4. حقوق -شورای حل اختلاف
5. مترجمی زبان انگلیسی-آثار مکتوب و متون رسمی[نیازمند منبع]

کارشناسی حرفه ای:
1. کارشناسی حرفه‌ای حقوق-حقوق ثبتی
2. کارشناسی حرفه ای حقوق - ارشاد در امور مدنی
3. کارشناسی حرفه‌ای حقوق - ارشاد در امور کیفری
4. کارشناسی حرفه‌ای حقوق - مددکاری قضائی
5. کارشناسی حرفه‌ای حقوق-دستیار قضایی در امور مدنی
6. کارشناسی حرفه‌ای حقوق-دستیاری قضایی در امور کیفری
7. کارشناسی حرفه‌ای حسابداری-حسابداری دولتی

## کانون سردفتران در قانون دفتر اسناد رسمی مصوب ۱۳۱۶
ماده ۲۸ قانون دفاتر اسناد رسمی مصوب ۱۳۱۶ اعلام می‌دارد: 
وزارت عدلیه در نقاطی که مقتضی بداند کانون سردفتران تشکیل خواهد داد. کانون مزبور دارای شخصیت حقوقی بوده و از حیث عواید و مخارج مستقل و از نظر نظامات تابع وزارت عدلیه‌است.
در تمامی ۱۸ دوره از سال ۱۳۱۷ تا ۱۳۵۴ ریاست کانون با وزیر دادگستری وقت بوده‌است. وزیر دادگستری در این مدت هیچ‌گاه فردی را به قائم مقامی خود در کانون معین نکرده‌است. نام کانون هم «کانون سردفتران» بوده و نه «کانون سردفتران و دفتریاران» و اعضای هیئت مدیره کانون هم توسط وزیر دادگستری صرفاً از بین سردفتران معین می‌شده و دفتریاران در آن هیچ نقشی نداشته‌اند.
انتصاب نایب رئیس هیئت مدیره نیز به موجب ابلاغاتی از طرف وزیر دادگستری که رئیس کانون بوده صورت می‌گرفته‌است.
عبدالحسین نجم‌آبادی، جعفر افجه، ابوالحسن شریف العلماء خراسانی، جمال الدین جمالی، ریحان الله قاضی زاهدی، سیّدجواد کشفیا از اشخاصی هستند که در ۱۸ دوره بین سال‌های مذکور نایب رئیس بوده‌اند.

## کانون سردفتران و دفتریاران در قانون دفاتر اسناد رسمی مصوب ۱۳۵۴
در قانون دفاتر اسناد رسمی و کانون سردفتران و دفتریاران که در سال ۱۳۵۴ به تصویب رسید، کانون سردفتران و دفتریاران دارای شخصیت حقوقی و استقلال مالی تعریف گردیده‌است.
در این قانون، کانون سردفتران با توجه به تعداد دفاتراسنادرسمی و احراز شرایط مصرح در قانون، می‌تواند در تهران و سایر مراکز استان‌ها تشکیل شود.
یکی از افرادی که بعد از تصویب قانون مصوب ۱۳۵۴ به عنوان هیئت مدیره کانون نصب گردید دکتر احمد مهدوی دامغانی سردفتر دفتر ۲۵ تهران بود.

## انتشارات
ماهنامه کانون